# Papiny doczki
Papiny doczki (ros. Папины дочки; ang. Daddy’s Daughters) – rosyjski serial telewizyjny nadawany w rosyjskiej telewizji od 3 września 2007 roku do 30 kwietnia 2013 roku.
Pierwszy oryginalny rosyjski sitcom. Pomysłodawcami serialu byli Wiaczesław Murugow i Ołeksandr Rodnianski.

## Opis fabuły
Siergiej Wasniecow jest psychologiem rodzinnym, którego opuściła żona (Ludmiła), pozostawiając mu pięć córek: Mariję, Darję, Jewgieniję, Galinę i Polinę.

## Obsada
- Andriej Leonow jako Siergiej Wasniecow
- Nonna Griszajewa jako Ludmiła Wasniecowa
- Mirosława Karpowicz jako Marija (Masza) Wasniecowa
- Anastasija Siwajewa jako Darja (Dasza) Wasniecowa
- Darja Mielnikowa jako Jewgienija (Żenia) Wasniecowa
- Jelizawieta Arzamasowa jako Galina (Gala) Wasniecowa
- Jekatierina Starszowa jako Polina Wasniecowa
- Olga Wołkowa jako Antonina Gordienko (babcia)
- Aleksandr Samojlenko jako Andriej Antonow (dentysta, znajomy Siergieja, przyrodni brat Ludmiły)
- Tatjana Orłowa jako Tamara Kożemiat´ko (sekretarka Siergieja)
- Aleksandr Oleszko jako Wasilij Fiedotow (oligarcha)
- Filipp Bledny jako Wieniamin Wasiljew (kolega, a później mąż Daszy)
- Michaił Kazakow jako Ilja Poleżajkin (chłopak Gali)

## Nagrody
- TEFI 2008 – w kategorii „Najlepszy sitcom”[2]
- TEFI 2008 – w kategorii „Najlepszy producent serialu telewizyjnego” dla Wiaczesława Murugowa, Ołeksandra Rodnianskiego i Konstantina Kikiczewa[2]
- TEFI 2009 – w kategorii „Najlepszy sitcom”[3]
- TEFI 2009 – w kategorii „Najlepszy scenarzysta serialu telewizyjnego” dla Aleksieja Trociuka i Witalija Szlappo[3]